# Coleoxestia corvina
Coleoxestia corvina là một loài bọ cánh cứng trong họ Cerambycidae.